# الدور پاردر
الدور پاردر (استونیایی: Eldur Parder; ۱۰ اوت ۱۹۲۸ – ۳۰ مهٔ ۲۰۰۳) سیاستمدار و نماینده مجلس اهل استونی بود.